# Job von Witzleben (Generalmajor)
Job Wilhelm David Karl Heinrich von Witzleben (* 4. August 1813 in Kynau; † 21. April 1867 in Glogau) war ein deutscher Offizier und Gutsherr. Er war preußischer Generalmajor und Besitzer des Rittergutes Łyszkowo.

## Leben

### Herkunft
Job von Witzleben stammte aus dem Thüringer Uradelsgeschlecht von Witzleben und war der älteste Sohn des Generalleutnants und Kriegsministers Job von Witzleben (1783–1837) und dessen Ehefrau Auguste Henriette, geborene von Splittgerber. 

### Militärkarriere
Witzleben besuchte von 1826 bis 1831 die Klosterschule in Roßleben und begann seine Militärkarriere am 20. November 1831 als Kanonier in der Garde-Artilleriebrigade der Preußischen Armee. Am 18. Juli 1833 wurde er aggregierter Sekondeleutnant und absolvierte im Jahr darauf die Artillerie- und Ingenieurschule. Mit dem Detachement des Gardekorps nahm er 1835 an der Revue von Kalisch teil und erhielt den Orden der Heiligen Anna III. Klasse. Am 13. August 1837 wurde er zum Garde-Husaren-Regiment versetzt und zum Mitte Januar 1845 zum Premierleutnant befördert. Ein Jahr später erhielt er den Orden des Heiligen Wladimir IV. Klasse. Im Juni 1850 erhielt er den Charakter als Rittmeister und zwei Jahre später am 22. Juni 1852 ein Patent seines Dienstgrades. In Potsdam wurde er Mitglied der Freimaurerloge „Teutonia zur Weisheit“. 
Am 2. November 1852 wurde er als persönlicher Adjutant des Prinzen Carl von Preußen ernannt und unter Belassung in dieser Stellung à la suite des Garde-Husaren-Regiments gestellt. Unter Beförderung zum Major wurde er am 3. Juni 1856 Eskadronchef im 3. Ulanen-Regiment (Kaiser von Russland) und ab 16. Mai 1857 wurde Witzleben wieder persönlicher Adjutant bei Carl von Preußen unter Belassung seiner Stellung à la suite seines Regiments. 1858 erhielt er das Ritterkreuz des Leopold-Ordens. Am 1. Juli 1860 wurde er als Oberstleutnant Regimentskommandeur. Im Januar 1861 erhielt er den Roten Adlerorden III. Klasse mit Schleife. Noch im Oktober des gleichen Jahres wurde er zum Oberst befördert. 
1864 erhielt er den Orden des Heiligen Wladimir III. Klasse. Unter der Stellung à la suite seines Regiments wurde er am 18. April 1865 Kommandeur der 9. Kavallerie-Brigade. Er erhielt am 10. Februar 1866 das Kommandeurkreuz I. Klasse des Ordens Heinrichs des Löwen und wurde am 15. Juni 1866 zum Generalmajor befördert. Während des Krieges gegen Österreich nahm Witzleben im Juli 1866 an der Schlacht bei Königgrätz teil und erhielt dafür am 20. September die Schwerter zum Roten Adlerorden III. Klasse mit Schleife. Witzleben war Ritter des Johanniter-Ordens.

### Familie
Witzleben war Herr auf dem Rittergut Łyszkowo. Am 6. Dezember 1849 heiratete er in Berlin die bürgerliche Marie Hossauer (1828–1876), die nach ihrem Tod am 22. Februar 1876 auf dem Invalidenfriedhof beigesetzt wurde. Die Ehe blieb kinderlos.